# هات‌لاین

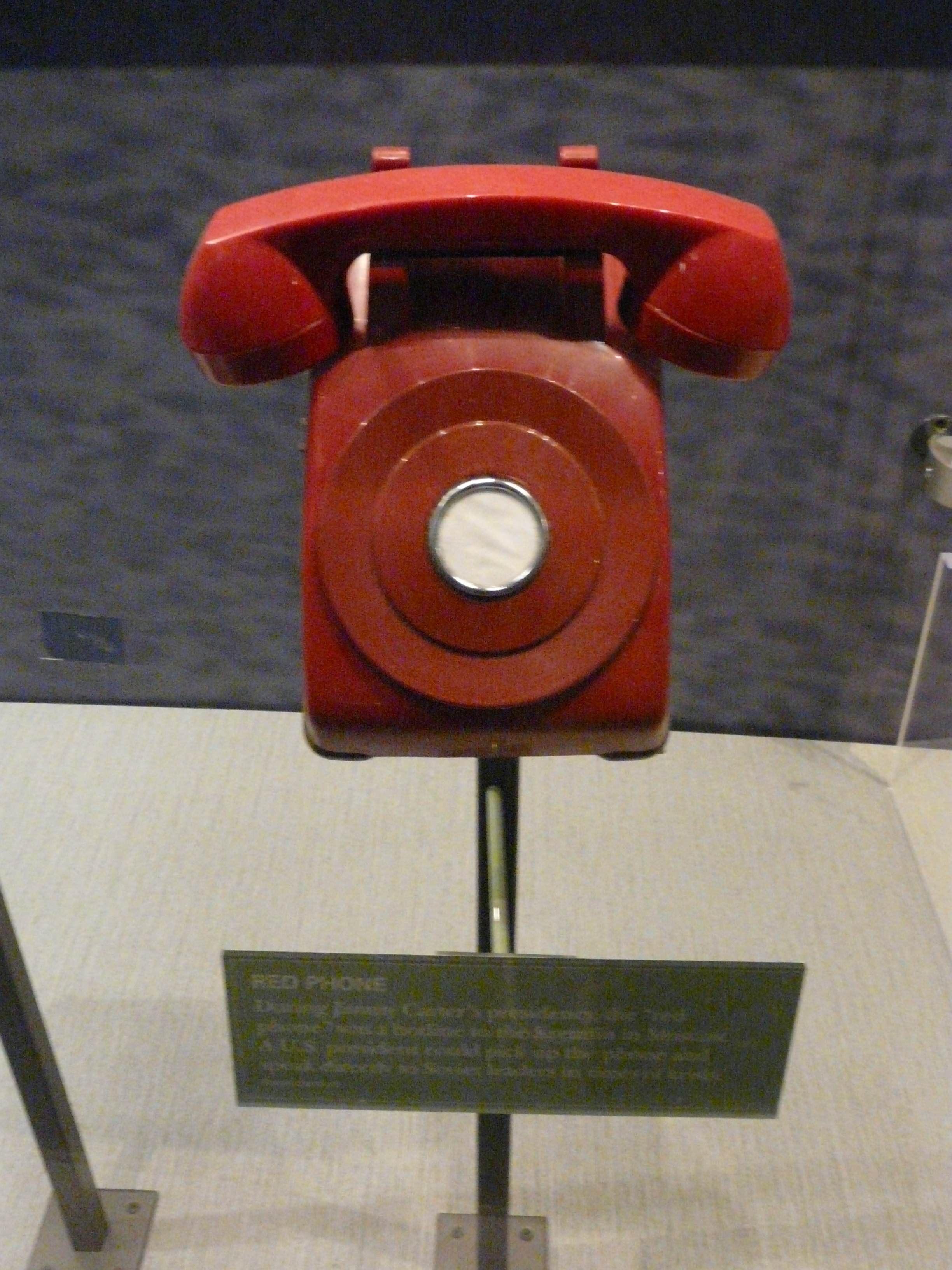
یک تلفن قرمز ویژهٔ هات‌لاین‌ها که صفحه شماره‌گیری ندارد. این تلفن در کتابخانه و موزه جیمی کارتر به نمایش گذاشته شده‌است و به اشتباه هات‌لاین مسکو-واشینگتن شمرده می‌شود.

هات‌لاین یک پیوند ارتباطی نقطه‌به‌نقطه است که در آن با وصل شدن ترمینال نهایی بدون اقدام دیگری توسط کاربر، تماس به‌طور خودکار به مقصد از پیش انتخاب شده، هدایت می‌شود. مثال آن می‌تواند تلفنی باشد که هنگام برداشتن تلفن از قلاب به‌طور خودکار به شماره‌های اضطراری متصل می‌شود؛ بنابراین، تلفن‌های ویژهٔ هات‌لاین نیازی به صفحه کلید یا شماره‌گیری چرخشی ندارند. هات‌لاین را می‌توان نوعی سیگنال‌دهی خودکار در نظر گرفت.

## برای بحران‌ها و خدمات
از هات‌لاین‌های واقعی نمی‌توان برای برقراری تماس با جایی به جز مقصدهای از پیش انتخاب شده استفاده کرد. با این حال، در معنای رایج یا محاوره‌ای، «هات‌لاین» اغلب به یک مرکز تماس اشاره می‌کند که با شماره‌گیری یک شماره تلفن استاندارد یا گاهی خود شماره تلفن در دسترس است.
این را به‌ویژه دربارهٔ شماره‌های غیرتجاری ۲۴ ساعته، مانند خطوط تلفنی پلیس یا خط‌های بحران خودکشی، که به‌صورت شبانه‌روزی کار می‌کنند و جلوه‌ای از هات‌لاین‌های واقعی را ارائه می‌دهند، صادق است. با این حال، این اصطلاح به‌طور فزاینده‌ای برای هر شماره تلفن خدمات مشتری نیز به کار می‌رود.

## بین کشورها

### روسیه – آمریکا

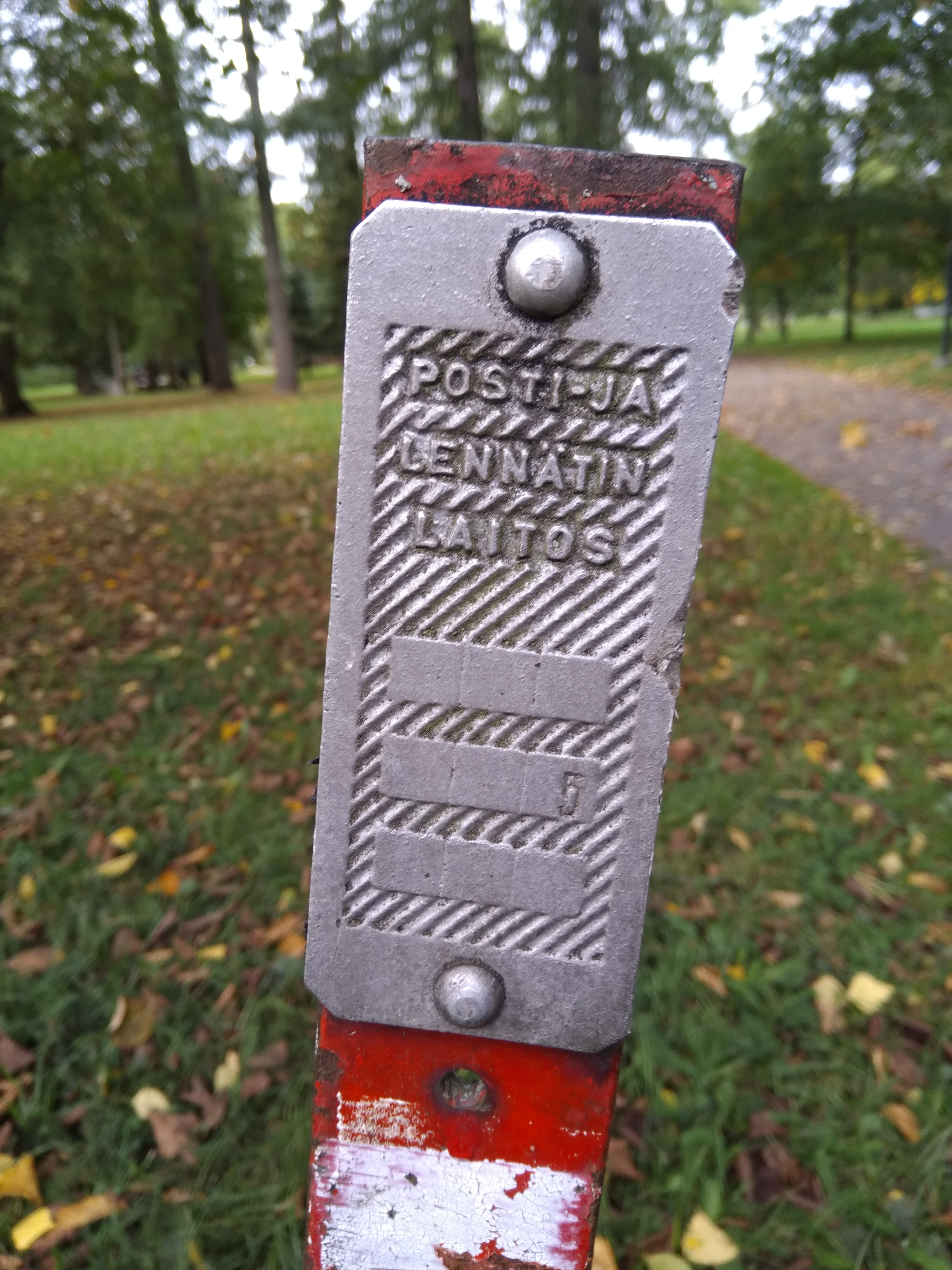
در فنلاند هنوز چندین علامت وجود دارد که محل کابل هات‌لاین مسکو-واشینگتن را مشخص می‌کند. این علامت در فورسا است که روی آن نوشته‌است «اداره پست و تلگراف».

معروف‌ترین هات‌لاین بین کشورها، هات‌لاین مسکو-واشینگتن است که به‌عنوان «تلفن قرمز» نیز شناخته می‌شود، اگرچه تلفن‌ها هرگز با این روش استفاده نشده‌اند. این پیوند ارتباطی مستقیم در سال ۱۹۶۳ میلادی در زمان ریاست‌جمهوری جان اف کندی در پی بحران موشکی کوبا ایجاد شد که نیاز به ارتباطات بهتر را به دو طرف نشان داد.

### بریتانیا – آمریکا
در طول جنگ جهانی دوم — دو دهه قبل از ایجاد هات‌لاین واشینگتن- مسکو — یک هات‌لاین بین شماره ۱۰ خیابان داونینگ و وایت‌هال در پناهگاه کابینه اتاق جنگ در زیر خزانه‌داری، با کاخ سفید در واشینگتن از سال ۱۹۴۳ تا ۱۹۴۶، وجود داشت. این پیوند با استفاده از اولین ماشین رمزگذاری صدا، به نام SIGSALY، ایمن شد.

### چین – روسیه
در جریان رویارویی مرزی بین دو کشور در سال ۱۹۶۹ از یک هات‌لاین تماس بین پکن و مسکو استفاده شد. با این حال چینی‌ها تلاش‌های روسیه برای صلح را نپذیرفتند و به این خط ارتباط پایان دادند. پس از آشتی بین دشمنان سابق، هات‌لاین چین و روسیه در سال ۱۹۹۶ احیا شد.

### فرانسه – روسیه
رئیس‌جمهور فرانسه شارل دوگل در سفر خود به شوروی در سال ۱۹۶۶ اعلام کرد که یک خط تلفن مستقیم بین پاریس و مسکو ایجاد خواهد شد. در سال ۱۹۸۹، این خط از تلکس به دستگاه فکس پرسرعت ارتقا یافت.

### روسیه – بریتانیا
به‌طور رسمی هات‌لاین لندن-مسکو تا قبل از امضای معاهده دوستی بین دو کشور در سال ۱۹۹۲ ایجاد نشد. زمانی که وزیر امور خارجه ویلیام هیگ در سال ۲۰۱۱ از مسکو بازدید کرد، ارتقای هات‌لاین اعلام شد.

### هند – پاکستان
در ۲۰ ژوئن ۲۰۰۴، هند و پاکستان توافق کردند که ممنوعیت آزمایش هسته ای را تمدید کنند و با هدف جلوگیری از سوء تفاهم‌هایی که ممکن است منجر به جنگ هسته ای شود، هات‌لاین اسلام‌آباد-دهلی نو را بین وزرای خارجه خود ایجاد کنند. این خط تلفن با کمک افسران ارتش ایالات متحده راه اندازی شد.

### چین – آمریکا
آمریکا و چین در سال ۲۰۰۸ یک هات‌لاین دفاعی راه‌اندازی کردند، اما به‌ندرت در بحران‌ها از آن استفاده می‌شود.

### چین – هند
هند و چین با تأکید بر تعهد خود به تقویت روابط و ایجاد «اعتماد سیاسی متقابل» ایجاد هات‌لاینی میان وزیران خارجه دو کشور را اعلام کردند. دست‌کم تا اوت ۲۰۱۵ خط تلفن هنوز فعال نشده بود.

### چین – ژاپن
در فوریه ۲۰۱۳، مناقشه جزایر سنکاکو انگیزه جدیدی برای ایجاد هات‌لاین چین و ژاپن داد که با آن موافقت شده بود اما به دلیل افزایش تنش‌ها ایجاد نشد.

### کره شمالی و جنوبی
بین کره شمالی و جنوبی بیش از ۴۰ خط تلفن مستقیم وجود دارد که اولین آنها در سپتامبر ۱۹۷۱ افتتاح شد. بیشتر این خطوط تلفن از طریق منطقه امنیتی مشترک پانمونژوم اجرا می‌شود و توسط صلیب سرخ نگهداری می‌شود. از سال ۱۹۷۱، کره شمالی هفت بار هات‌لاین‌ها را غیرفعال کرده‌است که آخرین بار در فوریه ۲۰۱۶ بوده‌است. پس از سخنرانی سال جدید کیم جونگ اون، هات‌لاین مرزی در ۳ ژانویه ۲۰۱۸ بازگشایی شد.

### هند – ایالات متحده آمریکا
در اوت ۲۰۱۵ هات‌لاین بین کاخ سفید و دهلی نو عملیاتی شد. تصمیم ایجاد این هات‌لاین در جریان سفر اوباما به هند در ژانویه ۲۰۱۵ اتخاذ شد. این اولین خط تلفنی است که نخست‌وزیر هند را به یک رئیس دولت متصل می‌کند.